# Wysokość zabudowy
Wysokość zabudowy – parametr, którego maksymalna wartość jest określana w Miejscowych Planach Zagospodarowania Przestrzennego, zgodnie z Art. 15. 2. 6) Ustawy z dnia 27 marca 2003 r. o planowaniu i zagospodarowaniu przestrzennym. Pojęcie to zostało zdefiniowane w tej Ustawie w Art. 2 pkt 30:
"wysokość zabudowy" - należy przez to rozumieć różnicę pomiędzy wysokością:
a) najwyżej położonego punktu budynku na dachu, ścianie lub attyce, z wyłączeniem komina, nadbudówki mieszczącej maszynownię dźwigu lub innego pomieszczenia technicznego oraz wyjścia z klatki schodowej, a średnią wysokością najniższego i najwyższego poziomu terenu mierzoną na obwodzie rzutu poziomego ścian zewnętrznych budynku,
b) najwyżej i najniżej położonego nad poziomem terenu punktu budowli;
Wcześniej utrwaloną praktyką było formułowanie definicji w części tekstowej każdego Miejscowego Planu Zagospodarowania Przestrzennego. Jeżeli Plan takiej definicji nie zawierał lub zawierał odwołanie do przepisów odrębnych, to w stosunku do budynków zastosowanie miała definicja z § 6. Rozporządzenia Ministra Infrastruktury z dnia 12 kwietnia 2002 r. w sprawie warunków technicznych, jakim powinny odpowiadać budynki i ich usytuowanie, ponieważ jest to jedyna definicja wysokości budynku w prawodawstwie dotyczącym procesu budowlanego.Wiele obowiązujących planów jest tak skonstruowanych.

## Wysokość budynku - Rozporządzenie Ministra Infrastruktury z dnia 12 kwietnia 2002 r. w sprawie warunków technicznych, jakim powinny odpowiadać budynki i ich usytuowanie[3]
§ 6. Wysokość budynku, służącą do przyporządkowania temu budynkowi odpowiednich wymagań rozporządzenia, mierzy się od poziomu terenu przy najniżej położonym wejściu do budynku lub jego części, znajdującym się na pierwszej kondygnacji nadziemnej budynku, do górnej powierzchni najwyżej położonego stropu, łącznie z grubością izolacji cieplnej i warstwy ją osłaniającej, bez uwzględniania wyniesionych ponad tę płaszczyznę maszynowni dźwigów i innych pomieszczeń technicznych, bądź do najwyżej położonego punktu stropodachu lub konstrukcji przekrycia budynku znajdującego się bezpośrednio nad pomieszczeniami przeznaczonymi na pobyt ludzi.
Dolny poziom, od którego mierzona jest wysokość budynku, to poziom terenu projektowanego przy najniżej położonym wejściu do budynku lub jego części, znajdującym się na pierwszej kondygnacji nadziemnej budynku. Natomiast przy określaniu górnego poziomu w przypadku dachu skośnego istotne jest rozpoznanie co stanowi warstwę osłaniającą izolację cieplną.

## Rozbieżności w orzecznictwie sądowym
W orzecznictwie sądowym spotyka się interpretacje, że definicja z §6 WT powinna być zawsze stosowana do określana wysokości budynków, a poszczególne Plany nie mogą ustanawiać własnych definicji w tym zakresie. Przykładem takiej interpretacji jest wyrok Wojewódzkiego Sądu Administracyjnego w Gdańsku z dnia 16 września 2020 r., sygn. akt II SA/Gd 115/20, stwierdzający nieważność zapisu Miejscowego Planu Zagospodarowania Przestrzennego ustanawiającego własną definicję „wysokości zabudowy”:
Nie sposób również przyjąć argumentacji Rady Miasta, w świetle której brak jest ścisłego związku pomiędzy definicjami zawartymi w miejscowym planie zagospodarowania przestrzennego a przepisami ustawy Prawo budowlane, wynikającego z odrębności systemowej prawa planowania przestrzennego i prawa budowlanego. Przepisy obu tych dziedzin prawa regulują bowiem "jeden" proces budowlany, oczywiście w różnych jego fazach. (...) Reasumując więc dotychczasowe rozważania stwierdzić należało, że skoro rozporządzenie jasno określa sposób obliczania wysokości budynku, to organ samorządu terytorialnego nie może tej definicji remodelować. Oczywiście, tego rodzaju konkluzja w żaden sposób nie wyklucza określania w planie dopuszczalnej maksymalnej wysokości zabudowy na danym obszarze. Co więcej, czynność ta jest obowiązkiem organu uchwalającego miejscowy plan zagospodarowania przestrzennego. Rada Miasta powinna była to jednak uczynić w sposób jak najbardziej uniwersalny, aby umożliwić ustalanie dopuszczalnej, maksymalnej wysokości wszystkich obiektów tworzących zabudowę na terenie objętym planem, a nie tylko budynków, a nadto, aby było to zgodne z przepisami powszechnie obowiązującego prawa. Niedopuszczalne jest natomiast określanie pojęcia wysokości zabudowy przy pomocy innych definicji ustawowych bądź wydanych na podstawie upoważnienia ustawowego lub ich modyfikacji, tak jak miało to miejsce w zaskarżonym miejscowym planie zagospodarowania przestrzennego.